# Enlightenment (správce oken)
Enlightement je správce oken pro X Window System naprogramovaný v jazyce C a uvolněný pod BSD licencí, jedná se tedy o svobodný software. Může být používan samostatně, nebo jako součást desktopového prostředí jako je GNOME nebo KDE. Je určený pro UN*Xové systémy, například Linux, Solaris nebo BSD.
První verzi uvolnil její autor Carsten Haitzler v roce 1997. Přelomová verze 0.17 vyšla v prosinci 2012.